# NGC 4617
NGC 4617 este o galaxie spirală situată în constelația Câinii de Vânătoare. A fost descoperită în 9 februarie 1788 de către William Herschel.